# الشبيلية (الصفاصيف)
الشبيلية هي إحدى مشيخات المملكة المغربية، تتبع جغرافيا لإقليم الخميسات وإداريًا لالصفاصيف. يقدر عدد سكانها بـ 1907 نسمة حسب الإحصاء الرسمي للسكان والسكنى لسنة 2004.